# Alte Synagoge (Tarnów)
Koordinaten: 50° 0′ 48″ N, 20° 59′ 22,3″ O

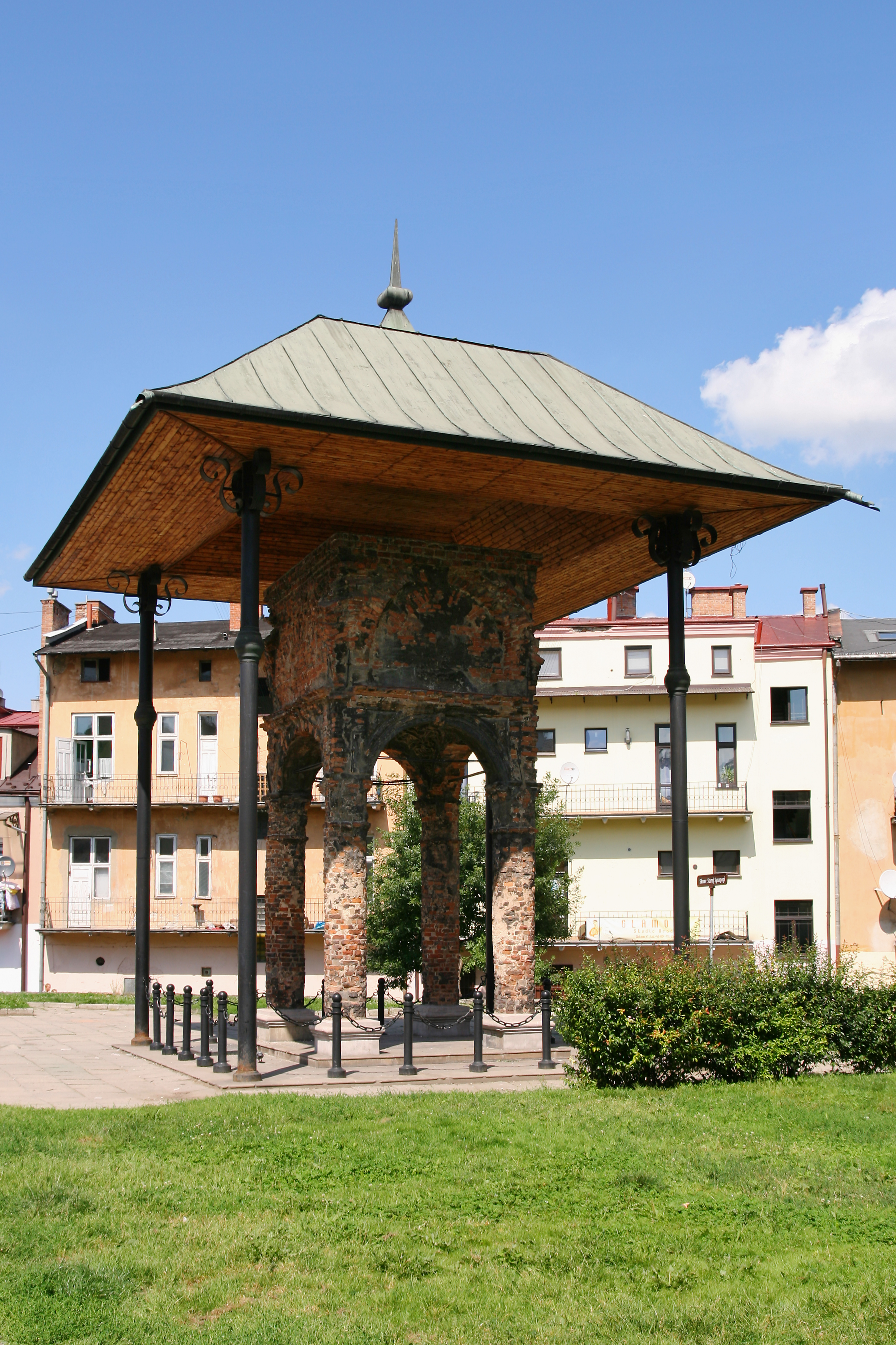
Reste der Synagoge

Die Alte Synagoge, heute bekannt als Gedenkstätte Bima der Alten Synagoge (polnisch Bima Synagogi Starej), befand sich zwischen den Straßen Piekarska und Żydowska und der Stadtmauer in der galizischen Stadt Tarnów. Die Bima ist der letzte erhaltene Teil der Synagoge.

## Geschichte
Eine erste, hölzerne Synagoge in Tarnow stammte wahrscheinlich aus dem Ende des 16. Jahrhunderts. Ein Feuer in der Stadt in 1622 zerstörte vermutlich auch dieses Gebäude. Um das Jahr 1630 wurde dann eine steinerne Synagoge gebaut.
Irgendwann zwischen 1814 und 1878 wurde dann ein zweistöckiger Anbau entlang der Westseite errichtet. Im unteren Stockwerk war eine Vorhalle und darüber befanden sich die Gebetsräume der Frauen. Das Dach (dessen ursprüngliche Form nicht bekannt ist) sowie auch das Innere und das Äußere des Gebäudes wurden umgestaltet.
Die Synagoge wurde, wie auch die Neue Synagoge, am 9. November 1939 von den Nazis im besetzten Polen niedergebrannt (ein Jahr nach dem Novemberpogromen 1938 im Deutschen Reich). Jene Gebäudeteile, die das Feuer nicht zerstört hatte, wurden 1942 abgebrochen. Lediglich die Stützbima blieb erhalten; 1987 wurde sie mit einem Dach versehen, um den weiteren Verfall zu stoppen. Später wurde der Ort zu einer Gedenkstätte erweitert.

## Architektur
Das Gebäude bestand ursprünglich nur aus dem quadratischen Hauptsaal (Innenmaße 14 × 14 m). Es ist dabei nicht klar, ob die Frauen damals dort zum Gebet zugelassen oder ganz ausgeschlossen waren. Der Saal lag einen Meter tiefer als die äußere Umgebung. In der Mitte des Saales stand die Bima, durch die das Gewölbe abgestützt wurde.
Die Fenster waren relativ klein und hoch angebracht. An der Südseite und im Norden waren es je drei und an der Ostwand zwei, zwischen denen sich innen der Toraschrein befand. Die Anzahl der Fenster an der Westseite ist nicht bekannt; vermutlich waren es aber auch drei.
Der steinerne Toraschrein hatte die Form eines Portals und war im Stil des Manierismus erbaut. Bei Umbauten im 19. Jahrhundert erhielt er einen neugotischen Rahmen.